# Gyorgy Bárdos (meneur)
Pour les articles homonymes, voir György Bárdos et Bardos.
Gyorgy Bárdos est un meneur hongrois de chevaux d'attelage.

## Biographie
Il est le premier meneur hongrois à entrer dans la légende de la discipline avec un attelage de Lipizzans, notamment en décrochant une seconde place aux championnats du monde de 1975 avec son équipage de Lipizzans.

## Vie privée
Il est le père d'Attila Bárdos, également meneur de chevaux d'attelage.